# Moneda de un céntimo de euro
Las monedas de 1 céntimo de euro son de acero recubierto de cobre. Tienen un diámetro de 16,25 mm, un grosor de 1,67 mm y un peso de 2,30 gramos. Su borde es liso. Todas las monedas tienen una cara común y una cara nacional específica de cada país.

## Uso

### Finlandia y los Países Bajos
Finlandia y los Países Bajos emplean un método conocido como "redondeo sueco". Debido en gran parte a la baja efectividad de producir y aceptar las monedas de 1 y 2 céntimos, Finlandia y los Países Bajos han optado por quitar estas monedas de la circulación para eliminar los costes relacionados con su producción.
Mientras que los precios individuales son aún mostrados con una precisión de 0,01 €, la suma total es entonces redondeada al múltiplo de 5 céntimos más cercano. Las sumas terminadas en 0,01 €, 0,02 €, 0,06 € y 0,07 € son redondeadas hacia abajo; las sumas terminadas en 0,03 €, 0,04 €, 0,08 € y 0,09 € se redondean hacia arriba.
Las monedas de 1 y 2 céntimos son de curso legal y son aún emitidas para sets de colección como requiere el acuerdo de la UEM (Unión Económica Monetaria).